# 火腿蛋鬆餅
火腿蛋鬆餅（英語：Eggs Benedict），又譯作班尼迪克蛋或班尼迪蛋，為一種烹調食物，以英式瑪芬為底，上方配搭火腿或煙肉、煲嫩蛋和荷蘭醬。

## 起源
火腿蛋松饼的起源一直没有定论，流传较广的说法之一为1942年，退休的华尔街证券经纪人莱缪尔·班尼迪克在接受《紐約客》杂志“街谈巷议”专栏采访时，声称其于1894年某个早晨在华尔道夫酒店休息时，请求厨师提供一份浇上荷兰酱的水煮蛋、煎培根和奶油吐司作解宿醉之用。当时华尔道夫酒店的服务员领班奥斯卡·奇尔基留意了这一组合，并将其添加到早餐和午餐的菜单中，但用火腿替代了烟肉，基底也改用烘烤过的英式鬆餅。
爱德华·P·蒙哥马利于1967年在致信当时的《纽约时报》美食评论家克雷格·克莱本，称火腿蛋松饼是由伊莱亚斯·康奈利·班尼迪克间接发明的。曼哈顿下城戴尔莫尼科餐厅在菜单中称，班尼迪克蛋于1860年由该餐厅首创。

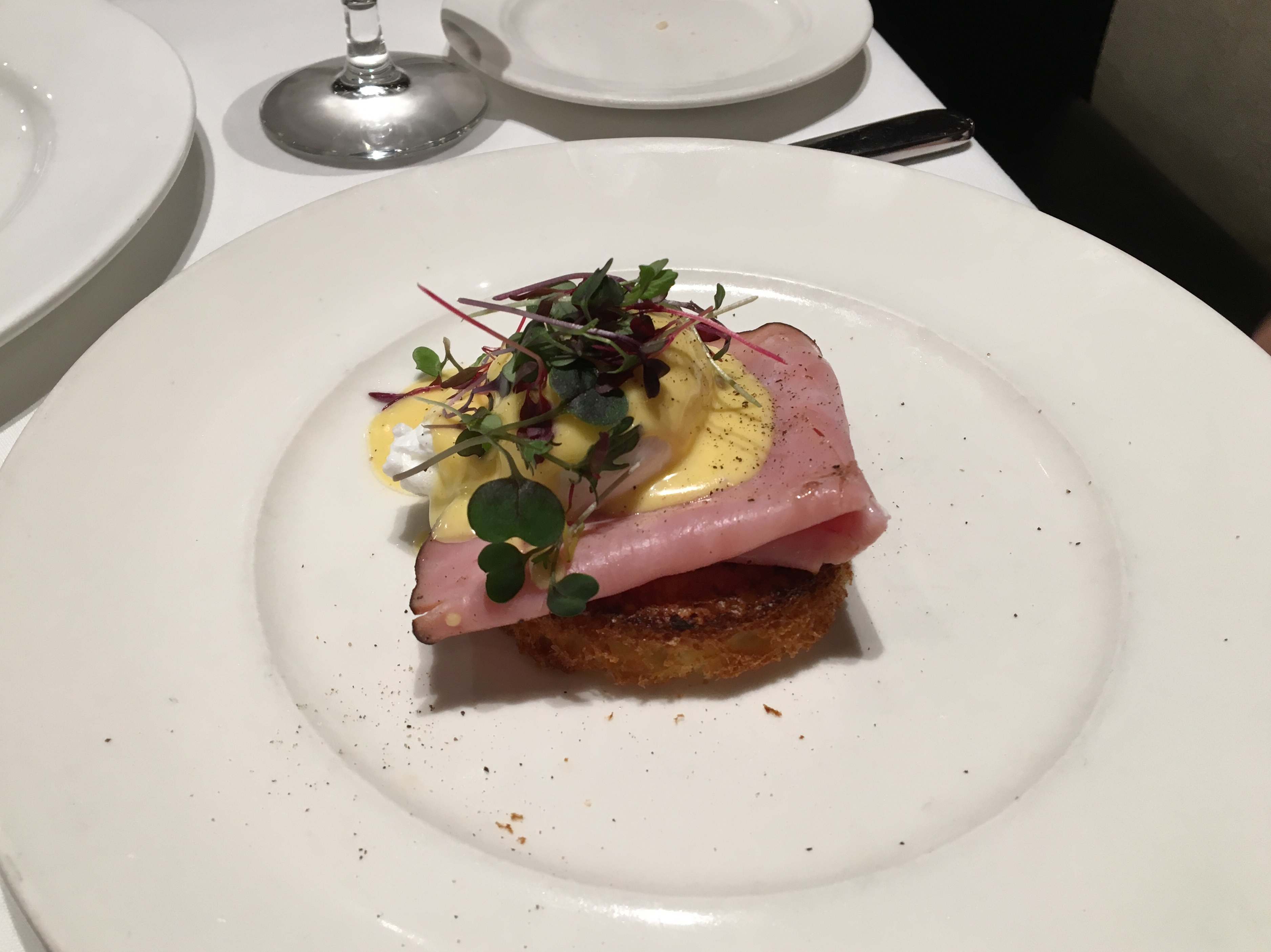
曼哈顿下城戴尔莫尼科餐厅（英语：Delmonico's）的班尼迪克蛋
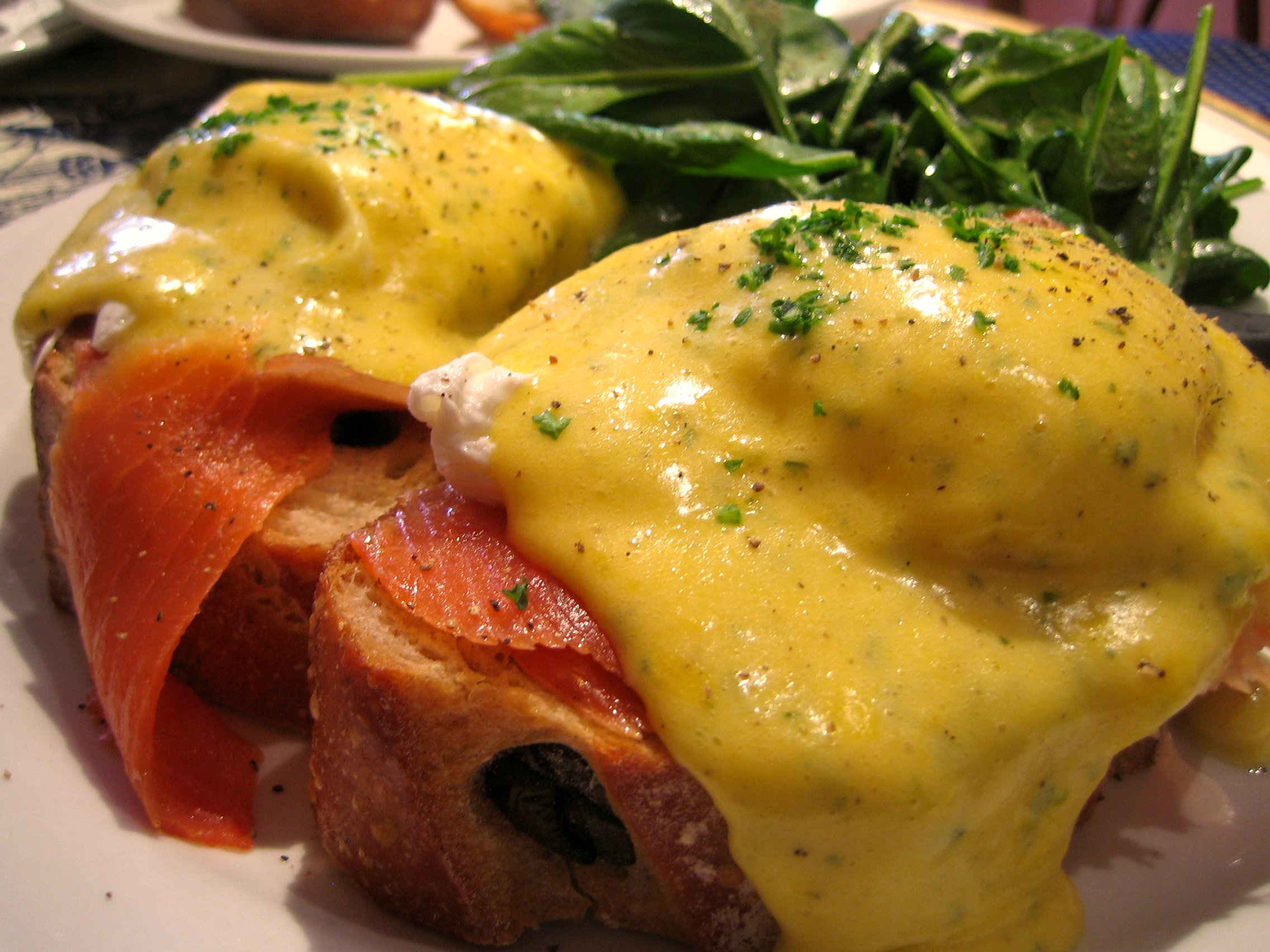
班尼迪克蛋的变种之「大西洋蛋」：用燻鮭魚替代了加拿大培根（英语：Back bacon#Canadian bacon）
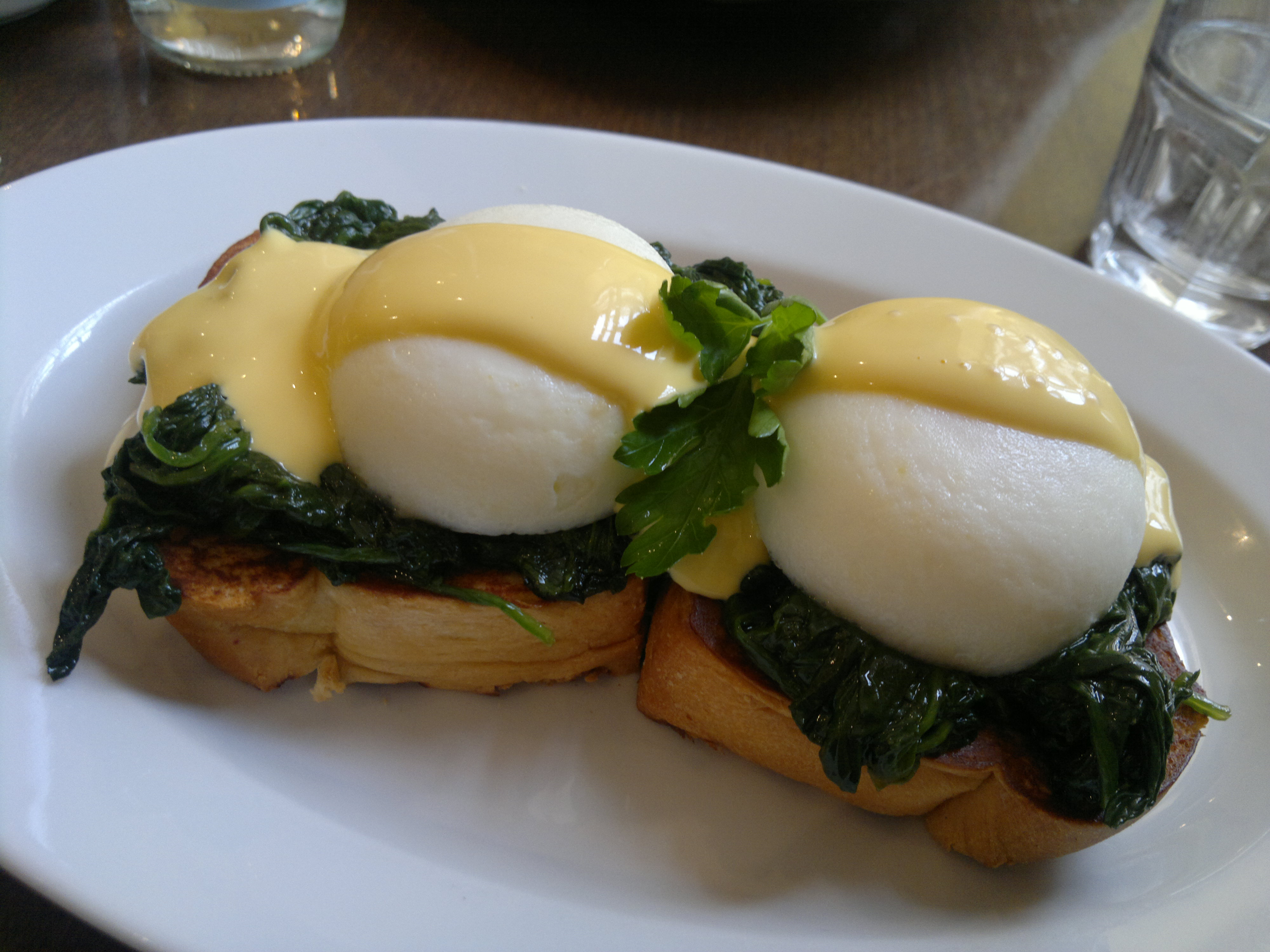
班尼迪克蛋的变种之「佛罗伦萨蛋」：用菠菜替代了加拿大培根